# 沃尔特陨石坑
沃尔特陨石坑（Walter）是位于月球正面雨海西南部的一座小撞击坑，约形成于39.2-38.5亿年前的酒海纪，其名称取自德语男性名，1979年被国际天文学联合会正式接受。

## 描述

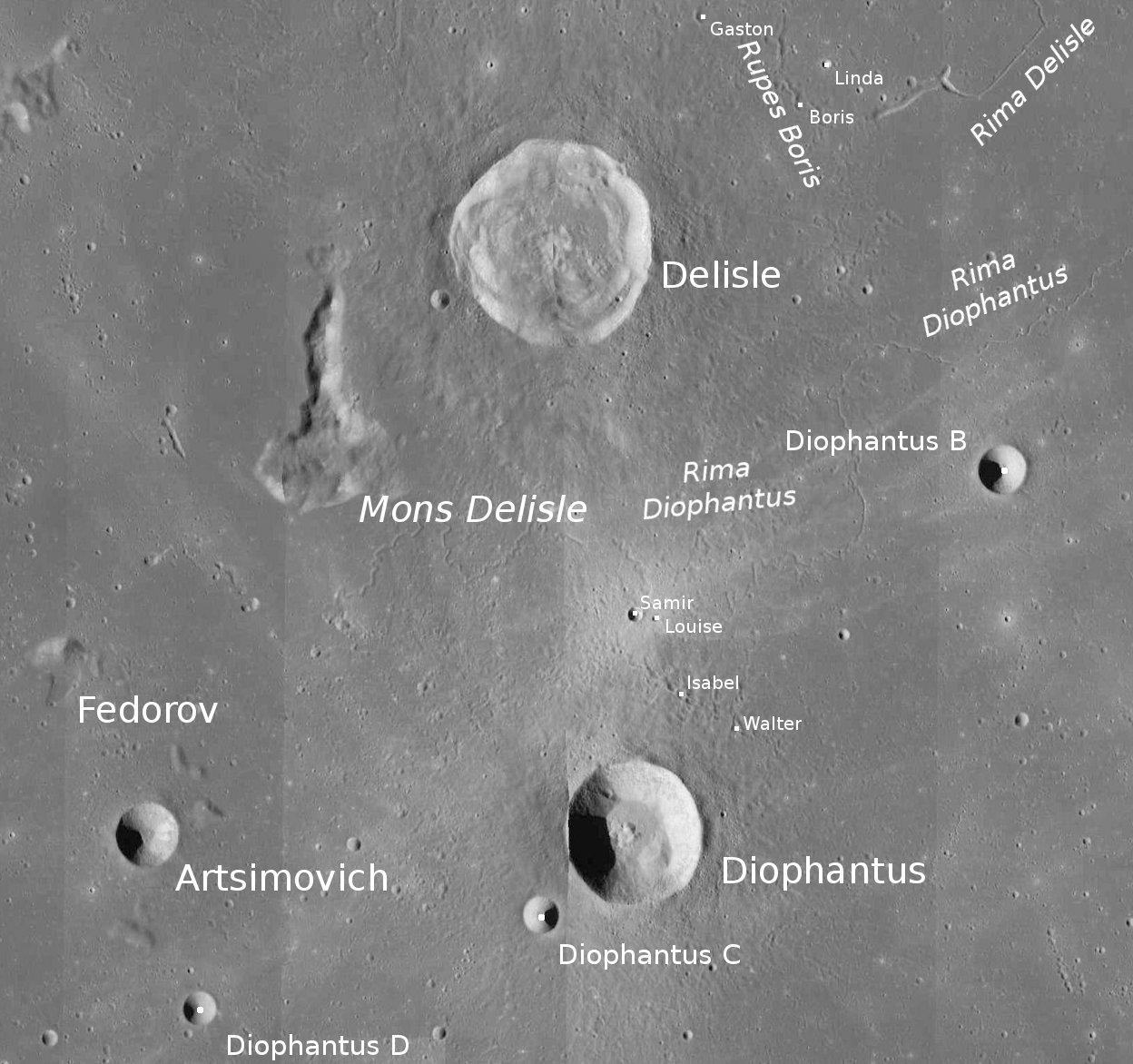
萨米尔陨石坑的周边，月球勘测轨道飞行器拍摄。

该陨坑位于西南毗邻较大丢番图陨石坑，西北靠近细小的伊莎贝尔、路易丝和萨米尔，往西北稍远则分布了丢番图月溪、德利尔山和德利尔陨石坑。
该陨坑中心月面坐标为28°02′N 33°49′W / 28.04°N 33.81°W，直径1.26公里，深约0.24公里。
沃尔特陨石坑是一座地形不规则的浅坑，坑壁最大高出周边地形50米，内部容积约0.08立方千米。

该陨坑的名称原先只标注在第39B2S1号拍摄地图上，后来该图中的这些名字均被国际天文学联合会批准接受。